# Friedrich Zelnik

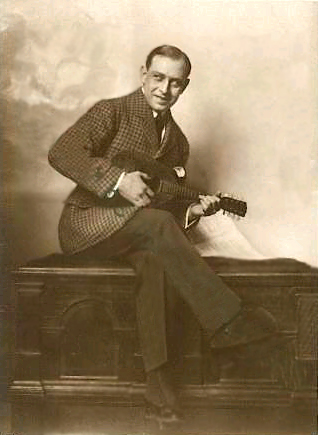
Friedrich Zelnik auf einer Fotografie von Nicola Perscheid

Friedrich Zelnik (* 17. Mai 1885 in Podwoloczyska, Galizien, Österreich-Ungarn; † 29. November 1950 in London) war Regisseur, Schauspieler und Produzent.

## Leben
Zelnik machte sein Abitur in Czernowitz, studierte dann erfolgreich Jura in Wien und ging danach über mehrere Theaterstationen nach Berlin, wo er ab 1910 für Oskar Messter als Schauspieler tätig war.
In den 1910er-Jahren wurde Zelnik mit eleganten Filmrollen in anspruchslosen Filmen bekannt. Im Jahr 1917 begann er als Regisseur und Produzent zu arbeiten und zog sich als Schauspieler zurück. 1920 heiratete er die polnische Schauspielerin Lya Mara, die er zum Star aufbaute. Neben wenigen Literaturverfilmungen (Anna Karenina nach Lew Tolstoi 1920, Die Weber nach Gerhart Hauptmann 1927) schuf Friedrich Zelnik hauptsächlich kommerzielle Unterhaltungsware, darunter mehrere Operettenfilme und den zweiten deutschen Edgar-Wallace-Film Der rote Kreis. Mit dem Aufkommen des Tonfilms arbeitete er auch als Dialogregisseur in Hollywood.
Gemeinsam mit seiner Frau verließ Zelnik Deutschland 1933 endgültig und filmte in England und Holland. Nachdem er die britische Staatsbürgerschaft erlangt hatte, anglisierte er seinen Vornamen in Frederick. Nach 1940 war er nur noch als Produzent tätig.

## Filmografie

### Darstellung
- 1910: Japanisches Opfer
- 1911: Im Glück vergessen
- 1911: Das Liebesglück der Blinden
- 1911: Das Glöckchen des Glücks
- 1911: Der Müller und sein Kind
- 1912: Europäisches Sklavenleben
- 1915: Ein Gruß aus der Tiefe
- 1915: Das Rätsel von Sensenheim
- 1915: Das dunkle Schloß
- 1915: § 14 BGB
- 1915: Arme Marie
- 1915: Seelen, die sich nachts begegnen
- 1915: Das Abenteuer des van Dola
- 1916: Die Fiebersonate
- 1916: Der Einsiedler von St. Georg
- 1916: Am Amboß des Glücks
- 1916: Spiel im Spiel
- 1917: Das Doppelgesicht (auch Produktion)
- 1917: Ihr Sohn
- 1917: Das Geschlecht der Schelme, 1. Teil
- 1918: Die Rose von Dschiandur
- 1918: Die Nonne und der Harlekin
- 1918: Das Frühlingslied
- 1918: Die Rothenburger
- 1918: Das Geschlecht der Schelme, 2. Teil
- 1919: Im Dienste der Liebe
- 1919: Lucas, Kapitel 15
- 1919: Eugen Onegin
- 1920: Das Grauen
- 1920: Der Abenteurer von Paris
- 1920: Der gelbe Diplomat
- 1920: Der Apachenlord
- 1921: Monte Carlo
- 1921: Der Sträfling von Cayenne
- 1921: Das begrabene Ich
- 1922: De. Exzellenz der Revisor
- 1922: Die Kreutzersonate
- 1922: C.d.E.
- 1922: Graf Festenberg
- 1923: Irene d’Or
- 1923: Daisy. Das Abenteuer einer Lady
- 1925: Das Geheimnis der alten Mamsell

### Regie
- 1917: Die Krone von Kerkyra
- 1917: Das große Los
- 1917: Edelweiß
- 1917: Die Gräfin von Navarra
- 1917: Klein Doortje
- 1918: Nachtschatten
- 1918: Gänseliesel
- 1918: Die Verteidigerin
- 1918: Durchlaucht Hypochonder
- 1918: Der Liftjunge
- 1919: Maria Evere
- 1919: Margarete. Die Geschichte einer Gefallenen
- 1919: Manon. Das hohe Lied der Liebe
- 1919: Die Erbin des Grafen von Monte Christo
- 1919: Die Damen mit den Smaragden
- 1919: Das Haus der Unschuld
- 1919: Das Fest der Rosella
- 1919: Charlotte Corday
- 1920: Anna Karenina
- 1920: Spiritismus
- 1920: Kri-Kri, die Herzogin von Tarabac
- 1920: Die Erlebnisse der berühmten Tänzerin Fanny Elßler
- 1921: Fasching
- 1921: Die Geliebte des Grafen Varenne
- 1921: Miss Beryll … die Laune eines Millionärs
- 1921: Aus den Memoiren einer Filmschauspielerin
- 1921: Das Mädel von Picadilly, 1. Teil
- 1921: Das Mädel von Picadilly, 2. Teil
- 1922: Se. Exzellenz der Revisor
- 1922: Lyda Ssanin
- 1922: Die Geliebte des Königs
- 1922: Yvette die Modeprinzessin
- 1922: Graf Festenberg
- 1923: Die Marionetten der Fürstin
- 1923: Katjuscha Maslowa
- 1923: Irene d’Or
- 1923: Daisy
- 1924: Das Mädel von Capri
- 1924: Auf Befehl der Pompadour
- 1925: Die Venus vom Montmartre
- 1925: Athleten
- 1925: Frauen, die man oft nicht grüßt
- 1925: Briefe, die ihn nicht erreichten
- 1926: Die Mühle von Sanssouci
- 1926: Försterchristl
- 1926: An der schönen blauen Donau
- 1926: Der Veilchenfresser
- 1926: Die lachende Grille
- 1927: Der Zigeunerbaron
- 1927: Die Weber
- 1927: Das tanzende Wien
- 1928: Heut’ tanzt Mariett
- 1928: Mary Lou
- 1929: Mein Herz ist eine Jazzband
- 1929: Der rote Kreis
- 1931: Die Försterchristl
- 1931: Walzerparadies
- 1931: Jeder fragt nach Erika
- 1932: Ein süßes Geheimnis
- 1932: Die Tänzerin von Sanssouci
- 1932: Spione im Savoy-Hotel
- 1933: Happy
- 1933: Kaiserwalzer
- 1933: Es war einmal ein Musikus
- 1934: Mister Cinders
- 1936: Southern Roses
- 1937: The Lilac Domino
- 1938: Vadertje Langbeen
- 1939: Morgen gaat ’t beter!
- 1939: I Killed the Count

### Produktion (Auswahl)
- 1916: Das goldene Friedelchen
- 1916: Die Fiebersonate
- 1918: Die Dreizehn
- 1919: Der goldene Klub
- 1919: Manon. Das hohe Lied der Liebe
- 1920: Die Erlebnisse der berühmten Tänzerin Fanny Elßler
- 1920: Tod im Nacken
- 1920: Das Gesetz der Wüste
- 1920: Der Mann mit den drei Frauen
- 1920: Der gelbe Diplomat
- 1920: Anna Karenina
- 1920: Spiritismus
- 1920: Kri-Kri, die Herzogin von Tarabac
- 1920: Yoshiwara, die Liebesstadt der Japaner
- 1920: Der Abenteurer von Paris
- 1920: Der Apachenlord
- 1921: Fasching
- 1921: Monte Carlo
- 1921: Die Geliebte des Grafen Varenne
- 1921: Miss Beryll … die Laune eines Millionärs
- 1921: Aus den Tiefen der Großstadt
- 1921: Der unsichtbare Gast
- 1921: Aus den Memoiren einer Filmschauspielerin
- 1921: Das Mädel von Picadilly, 1. Teil
- 1921: Das Mädel von Picadilly, 2. Teil
- 1921: Trix, der Roman einer Millionärin
- 1921: Das begrabene Ich
- 1921: Der Sträfling von Cayenne
- 1921: Um ein Erbe
- 1921: C. d. E. (Club der Entgleisten)
- 1922: Tanja, die Frau an der Kette
- 1922: Die Ehe der Fürstin Demidoff
- 1922: Die Kreutzersonate
- 1922: Se. Exzellenz der Revisor
- 1922: Lyda Ssanin
- 1922: Die Geliebte des Königs
- 1922: Yvette die Modeprinzessin
- 1922: Graf Festenberg
- 1922: Erniedrigte und Beleidigte
- 1922: Die Tochter Napoleons
- 1923: Das Mädel aus der Hölle
- 1923: Die Männer der Sybill
- 1923: Katjuscha Maslowa
- 1923: Irene d’Or
- 1923: Daisy. Das Abenteuer einer Lady
- 1923: Die Marionetten der Fürstin
- 1924: Nelly, die Braut ohne Mann
- 1924: Der Matrose Perugino
- 1924: Das Mädel von Capri
- 1924: Die Herrin von Monbijou
- 1924: Auf Befehl der Pompadour
- 1925: Die Venus vom Montmartre
- 1925: Athleten
- 1925: Frauen, die man oft nicht grüßt
- 1925: Briefe, die ihn nicht erreichten
- 1926: Försterchristl
- 1926: An der schönen blauen Donau
- 1926: Der Veilchenfresser
- 1926: Die lachende Grille
- 1927: Der Zigeunerbaron
- 1927: Die Weber
- 1927: Das tanzende Wien
- 1928: Heut’ tanzt Mariett
- 1928: Mary Lou
- 1929: Mein Herz ist eine Jazzband
- 1929: Der rote Kreis
- 1931: Walzerparadies
- 1931: Jeder fragt nach Erika
- 1932: Ein süßes Geheimnis
- 1932: Die Tänzerin von Sanssouci
- 1932: Spione im Savoy-Hotel
- 1933: Happy
- 1933: Kaiserwalzer
- 1933: Es war einmal ein Musikus
- 1944: Heaven is round the Corner
- 1945: Give Me the Stars
- 1949: Echo der Liebe (The Glass Mountain)